# Delta del Saloum
El delta del Saloum és un delta fluvial format pel riu Saloum en la seva desembocadura a l'oceà Atlàntic, al Senegal. El delta fa 180.000 hectàrees i s'estén 72,5 quilòmetres al llarg de la costa i 35 quilòmetres cap a l'interior.
El 2011, una porció de 145.811 hectàrees del delta va ser designada com a Patrimoni de la Humanitat de la UNESCO. El lloc inclou «una xarxa de canals d'aigua salobre amb més de 200 illes i illots, boscos de manglars, zones costaneres i entorn marí de l'Atlàntic atlàntiques i un bosc sec». El Parc Nacional del Delta del Saloum, zona protegida, cobreix 76.000 hectàrees del delta.
Algunes de les espècies d'aus que nien o passen l'hivern a l'àrea són el xatrac reial, el flamenc rosat, l'espàtula comú, el territ becllarg, el picaplatges i el territ menut. A més de representar un valuós terreny de cria per a les aus, el delta conté 218 monticles formats per petxines de mol·luscs i a les rodalies de vint-i-vuit d'ells s'han descobert llocs funeraris amb objectes artesanals, troballes que han proporcionat un important coneixement sobre la història de l'ocupació humana a la zona.